# Zöld Front
A Zöld Front Ifjúsági Mozgalom egy magyarországi politikai szervezet. Céljai közé tartozik a fiatalok érdekvédelme, valamint egy progresszív és zöld alternatíva létrehozása. Saját meghatározásuk szerint
„Egy olyan világban szeretnénk élni, ahol sem egymást, sem a természetet nem zsákmányolja ki az emberiség.”
A Zöld Front, habár önálló egyesületként van bejegyezve, a Párbeszéd Magyarországért párt ifjúsági szervezeteként működik. A szervezetet 2015-ben alapították.
A mozgalom volt vezetője, Barabás Richárd jelenleg (2021) alpolgármester Budapest XI. kerületében és a Párbeszéd szóvivője.

## Akcióik, kampányaik

### A hallgatók helyzetén való segítés aCovid-19világjárvány idején
Közös levélben fordult a Hallgatói Szakszervezet, A Város Mindenkié csoport, a Pedagógusok Demokratikus Szakszervezete, a Szabad Egyetem és a Zöld Front Ifjúsági Mozgalom az összes hazai felsőoktatási intézmény rektorához és kancellárjához. Az öt szervezet együttes erővel igyekezett felhívni a figyelmet arra, hogy a vírushelyzet miatt a magyar hallgatók harmada elvesztette munkáját, ami bizonytalanná teszi, hogy képesek lesznek-e folytatni az egyetemi tanulmányaikat. Kampányukra pár egyetem vezetése, köztük a Budapesti Gazdasági Egyetem pozitívan reagált.

### Feministakampány
A Zöld Front radikális feminista irányvonal mentén kampányol. Csatlakoztak a Nők Egymásért Mozgalom (NEM!) 2020. szeptemberében indult, „A pornó nem szex. A pornó erőszak” kampányának cikksorozatához. A Mércén megjelent cikkükben arról írnak, hogy közpolitikai eszközökkel, a gyakorlatban hogyan lehetne szabályozni a pornográfiátt az „elmúltam 18 éves” gombra való kattintáson túl.

### StopAirbnb!-kampány
A Város Mindenkié, az Utcáról Lakásba Egyesület, a Táncsics Radikális Balpárt, a Zöld Front Ifjúsági Mozgalom és a Szikra Mozgalom aláírásgyűjtésbe kezdett az aHang oldalán, hogy ezzel is nyomást gyakoroljanak az önkormányzatokra, hogy azok korlátozzák a lakások turisztikai célú bérbeadását. A kampány ezzel azt szeretné elérni, hogy a jelenleg Airbnb-ként működő lakások a hosszú távú bérleti piac felé terelődjenek, ezáltal csökkenjenek a lakásbérleti költségek.
A kampány során listázták azon politikusokat, akik maguk is adnak ki lakásokat az Airbnb-n keresztül. Emellett bírálták Terézváros szabályozási tervezetét.

### Közös javaslatcsomag a 2021-es érettségi biztonságos megszervezéséhez
A Demokratikus Lendület, a Momentum TizenX, a Jobbik IT, a Societas, a Jövő és a Zöld Front a 2021-es tavaszi érettségi biztonságos megszervezésére vonatkozó 7 pontos közös javaslatcsomagot dolgozott ki.

## Külső hivatkozások
- A mozgalom Facebook-oldala: https://www.facebook.com/zoldfront
- A mozgalom Instagram-oldala: https://www.instagram.com/zoldfront/
- A mozgalom a párt honlapján: https://parbeszedmagyarorszagert.hu/hu/hirek/zoldfront